# Turra de Alba
Turra de Alba es una localidad y una entidad local menor española perteneciente al municipio de Pedrosillo de Alba, dentro de la provincia de Salamanca, en la comunidad autónoma de Castilla y León. Cuenta con una población de 9 personas (INE 2024).

## Toponimia
El término Turra, de origen árabe, viene a significar límite o frontera; esto se relaciona con la condición de frontera de la localidad entre dominios cristianos y musulmanes en la Edad Media.

## Historia
Su fundación se remonta al siglo XIV, quedando integrado en el cuarto de Cantalberque de la jurisdicción de Alba de Tormes, dentro del Reino de León. Con la creación de las actuales provincias en 1833, Turra quedó encuadrado en la provincia de Salamanca, dentro de la Región Leonesa, formando parte del partido judicial de Alba de Tormes hasta la desaparición de este y su integración en el de Salamanca.

## Demografía
| Gráfica de evolución demográfica de Turra de Alba entre 2000 y 2023                      |
|                                                                                          |
| Fuente: Instituto Nacional de Estadística de España - Elaboración gráfica por Wikipedia. |

## Patrimonio
- Iglesia de San Juan. Construida en estilo románico-mudéjar entre los siglos XII-XIII, consta de una sola nave.[8] El ábside consta de un pequeño zócalo de ladrillo y tres cuerpos decorados con siete arcos ciegos de medio punto. La portada principal del templo consta de un arco apuntado de triple rosca, enmarcado por un alfiz y rematado por una pequeña cornisa con un friso de esquinillas. En el interior destaca el retablo, del siglo XVI, en el que destaca la imagen de San Benito, talla que procede de una cercana ermita ya desaparecida. Asimismo, destaca la pila bautismal, del siglo XIII.[9] Esta iglesia está declarada Bien de Interés Cultural desde 1993.[10]